# Philippe Myers
Philippe „Phil“ Myers (* 25. Januar 1997 in Moncton, New Brunswick) ist ein kanadischer Eishockeyspieler, der seit Juli 2024 bei den Toronto Maple Leafs aus der National Hockey League (NHL) unter Vertrag steht und parallel für deren Farmteam, die Toronto Marlies, in der American Hockey League (AHL) auf der Position des Verteidigers spielt.

## Karriere
Myers verbrachte seine Juniorenzeit zwischen 2013 und 2017 bei den Huskies de Rouyn-Noranda in der Ligue de hockey junior majeur du Québec. Der Verteidiger, der im NHL Entry Draft unberücksichtigt geblieben war, wurde während dieser Zeit im September 2015 von den Philadelphia Flyers aus der National Hockey League als Free Agent unter Vertrag genommen. Dennoch verblieb er zwei weitere Jahre in der LHJMQ und gewann mit den Huskies am Ende der Saison 2015/16 die Coupe du Président, die Meisterschaftstrophäe der Liga. Zudem wurde er ins First All-Star Team der LHJMQ gewählt. Im anschließenden Memorial Cup erreichte das Team das Finale. Bis zum Ende der Spielzeit 2016/17 absolvierte Myers 251 Spiele für Rouyn-Noranda und kam dabei auf 122 Scorerpunkte.
Zum Spieljahr 2017/18 wechselte Myers schließlich in den Profibereich und wurde von den Philadelphia Flyers in ihrem Farmteam, den Lehigh Valley Phantoms, in der American Hockey League (AHL) eingesetzt. Nachdem er dort die gesamte Saison und die ersten beiden Drittel der Spielzeit 2018/19 verbracht hatte, wurde er im Februar 2019 erstmals in den NHL-Kader Philadelphias berufen, wo er bis zum Saisonende im April insgesamt 21 Spiele bestritt.
Nach vier Jahren in der Organisation der Flyers wurde Myers im Juli 2021 samt Nolan Patrick an die Nashville Predators abgegeben, während im Gegenzug Ryan Ellis nach Philadelphia wechselte. Im März 2022 verliehen ihn die Flyers bis Saisonende an die Toronto Marlies aus der AHL. Anschließend transferierten sie ihn im Juli 2022 gemeinsam mit Grant Mismash zu den Tampa Bay Lightning und erhielten im Gegenzug Ryan McDonagh. Nach zwei Jahren in Tampa wechselte er im Juli 2024 als Free Agent zu den Toronto Maple Leafs.

### International
Für sein Heimatland spielte Myers im Juniorenbereich mit dem Provinzteam Canada Atlantic bei der World U-17 Hockey Challenge im Januar 2014 sowie für die kanadische U20-Nationalmannschaft bei der U20-Junioren-Weltmeisterschaft 2017. Dort konnte er in vier Turniereinsätzen drei Torvorlagen zum Gewinn der Silbermedaille beisteuern.
Sein Debüt in der A-Nationalmannschaft feierte der Verteidiger bei der Weltmeisterschaft 2019 in der Slowakei, als er im Turnierverlauf nachnominiert wurde. Letztlich bestritt er sieben der zehn Turnierspiele und gewann mit den Kanadiern am Turnierende die Silbermedaille.

## Erfolge und Auszeichnungen
- 2016 Coupe-du-Président-Gewinn mit den Huskies de Rouyn-Noranda
- 2016 LHJMQ First All-Star Team
- 2017 Silbermedaille bei der U20-Junioren-Weltmeisterschaft
- 2019 Silbermedaille bei der Weltmeisterschaft

## Karrierestatistik
Stand: Ende der Saison 2024/25

### International
Vertrat Kanada bei:
- World U-17 Hockey Challenge 2014
- U20-Junioren-Weltmeisterschaft 2017
- Weltmeisterschaft 2019

(Legende zur Spielerstatistik: Sp oder GP = absolvierte Spiele; T oder G = erzielte Tore; V oder A = erzielte Assists; Pkt oder Pts = erzielte Scorerpunkte; SM oder PIM = erhaltene Strafminuten; +/− = Plus/Minus-Bilanz; PP = erzielte Überzahltore; SH = erzielte Unterzahltore; GW = erzielte Siegtore; 1 Play-downs/Relegation; Kursiv: Statistik nicht vollständig)